# Raid sur Choiseul
Seconde Guerre mondiale
Batailles
Terrestres : 
- Invasion de Tulagi
- Guadalcanal
- Opération Ke
- Nouvelle-Géorgie
- Vella Lavella
- Îles du Trésor
- Choiseul
- Bougainville
- Îles Green

Navales :
- Détroit de Blackett
- I-Go
- Bataille du golfe de Kula
- Kolombangara
- Golfe de Vella
- Vella Lavella (navale)
- Baie de l'Impératrice Augusta
- Horaniu
- Cap Saint-George

Le raid sur Choiseul (Operation Blissful) désigne une opération de diversion menée du 28 octobre 1943 au 3 novembre 1943 par les États-Unis sur l'île de Choiseul, située à une centaine de kilomètres à l'est de Bougainville et alors sous possession de l'empire du Japon, dans le cadre de la campagne des îles Salomon.
L'état-major américain qui prévoyait dans les jours suivants d'attaquer Bougainville, voulut à travers ce raid faire croire au commandement japonais qu'il comptait préalablement conquérir une partie de Choiseul en préparation d'éventuels futurs assauts amphibies sur la côte est de Bougainville, alors que ces débarquements étaient en réalité prévus et eurent lieu à l'ouest de l'île. 

## La bataille
Le 2e bataillon des Paramarines, accompagné d'un coastwatcher australien chargé de s'assurer de la coopération et de l'aide de guides locaux, débarquèrent dans les premières heures du 28 octobre 1943 près du village de Voza sur la côte sud-ouest de Choiseul. Des patrouilles et des missions de reconnaissance marquées par quelques escarmouches furent menées le lendemain. 
Les principaux combats eurent lieu le 30 octobre, lorsque le bataillon, soutenu par un raid aérien, encercla et attaqua le village de Sangigai où se trouvaient une station de barges tenue par 200 soldats nippons. 72 Japonais furent tués à cette occasion, les survivants s'étant enfuis dans la jungle, les Américains perdant de leur côté 6 morts au combat, et 12 blessés. Les Marines s'employèrent après avoir conquis le village à y détruire tous les installations et équipements japonais qui s'y trouvaient avant de se replier sur leur campement de Voza.
Le 1er novembre environ 90 Marines furent détachés de la force principale pour détruire des barges dans la baie de Choiseul et bombarder à l'aide de mortiers les installations nippones sur la petite île de Guppy au nord-est. 
À bord d'un véhicule de débarquement, ils arrivèrent sur la zone et y bivouaquèrent pour la nuit. Ils avancèrent le lendemain à travers les terres, les guides locaux n'étant cependant pas familiers avec cette partie de l'île, ce détachement se retrouva bientôt à tourner en rond. Ils bombardèrent malgré tout l'île de Guppy et reprirent le chemin vers les sites de débarquement. Ils se retrouvèrent bloqués le long d'une rivière par une concentration de troupes japonaises. Après 3 heures de combat, des renforts arrivèrent par la mer sur la zone et 2 PT boats, dont l'un commandé par le lieutenant John F. Kennedy, futur président des États-Unis, les prirent en charge et les extrayèrent de la zone.
Il était à ce moment devenu évident que les Japonais étaient au courant du nombre restreint de soldats Américains sur l’île et de la véritable nature de leur mission, d'autant plus que les débarquements sur Bougainville avaient déjà commencé. Plusieurs milliers de soldats impériaux venant du sud et du nord se dirigeaient alors vers le camp de Voza.
Dans la nuit du 3 au 4 novembre 1943, le bataillon fut ainsi évacué de l'île, après avoir miné son périmètre, par 3 LCI et arriva sur Vella Lavella quelques heures plus tard.

## Conséquences
Le raid en lui-même a été une opération réussie et bien mise en œuvre, bien qu'il ne soit pas établi qu'il ait eu un impact décisif ou facilité le début des opérations alliées sur Bougainville, entamées le 1er novembre 1943. Le commandement japonais avait en effet opté pour une posture attentiste et n'avait donc pas ordonné de grands mouvements de troupes, ni de grands renversements de son plan de défense sur cette île.